# Vincent Tavenne
Vincent Tavenne (* 1961 in Montbéliard) ist ein französischer Künstler und Bildhauer.

## Werdegang
Nach Beginn in Besançon schloss er sein Studium von 1983 bis 1985 bei Ulrich Rückriem ab. Er erhielt das Stipendium des Deutsch-Französischen Jugendwerks (1987), das Piepenbrock-Nachwuchsstipendium für Bildhauerei (1998) und den Villa-Romana-Preis, Florenz (1999). Seine  Arbeiten umfassen unter anderem raumgreifende, oft textile Skulpturen, aber auch – teils begehbare – Skulpturen aus Holz, Schauvitrinen, Objekte aus Pappmaché, großformatige Holzschnitte bis hin zu kleinformatigen Aquarellen. Er ist in zahlreichen privaten und öffentlichen Sammlungen vertreten. Vincent Tavenne lebt in Berlin.

## Einzelausstellungen (Auswahl)
- 2021 (geplant) Die Abstellkammer des Universums, Kunstverein Rastatt
- 2020 R.U.N.D., Galerie der Stadt Backnang (mit Katalog)
- 2020 INNER SP CE, Radio Athènes, Athens/Greece
- 2019 Himmel & Hölle, Adamski/Berlin, Fahrbereitschaft
- 2018 Interaktiver Käse, Galerie Hammelehle und Ahrens, Köln
- 2015 Eine Vincent Tavenne Schau … eine Schau von Giti Nourbakhsch, Jarmuschek+Partner, Berlin
- 2015 Weg nach weiter, M29 Richter & Brückner, Köln
- 2012 Höhe x Breite x Tiefe, (Gertrud #2), St. Gertrud, Köln
- 2012 Etroit, plat, mince, Galerie Hammelehle und Ahrens, Köln
- 2010 Polarise-toi, Saarlandmuseum, Saarbrücken (mit Katalog)
- 2009 Moi Toi et ton Moi, Art:Concept, Paris
- 2008 Sender Äther Empfänger, Räume für Kunst/Hospitalhof Stuttgart (mit Katalog)
- 2008 Confusion und Illusion, Galerie Giti Nourbakhsch, Berlin
- 2008 Ansicht einer Absicht ou le spectateur comme acteur, Kunstverein Lübeck/Overbeck-Gesellschaft
- 2004 Ansicht eines Anfangs, Kunstverein Arnsberg
- 2001 Hundert Fragen und keine Antwort, Kunstverein Braunschweig (mit Katalog)
- 2000 Galerie Daniel Buchholz, Köln
- 1998 Piepenbrock Kunstpreis, Nachwuchspreisträger, Hamburger Bahnhof Museum für Gegenwartskunst, Berlin
- 1995 Forum Stadtpark, Prag
- 1991 Galerie Weikhard-Cassaignau, Paris
- 1989 Galerie Vera Engelhorn, New York

## Gruppenausstellungen (Auswahl)
- 2020 Wolken in der zeitgenössischen Kunst, Oldenburger Kunstverein, Oldenburg
- 2020 small is beautiful, (A)rtschwager zu (Z)auss, Mai 36 Galerie, Zürich
- 2019 Alles auf einmal…und der Mond, Adamski/Berlin Fahrbereitschaft
- 2019 haah25, Hammelehle und Ahrens at Vickermann und Stoya, Baden-Baden
- 2019 haah25, Galerie Hammelehle und Ahrens, Köln
- 2017 RischArt Projekt, Parasympathicus, Kunstareal, München
- 2017 Der unerklärliche Einfluss von, mit Katharina Jahnke, Ina Weber und Jörg Wagner, MATjÖ Raum für Kunst, Köln
- 2016 Between two horizons. French and german avant-gardes of the Saarlandmuseum, Centre Pompidou-Metz/France
- 2016 Schau 3, Kunsthaus Kollitsch, Klagenfurt, Österreich
- 2015 Schau 2, Kunsthaus Kollitsch, Klagenfurt, Österreich
- 2015 A blur, a beautiful blurry blur – curated and written by Giti Nourbakhsch, Galerie Karin Günther, Hamburg
- 2014 and all together now, M29 Richter & Brückner, Köln
- 2014 UM_Festival, Uckermark
- 2013 2000+ Neu im Saarlandmuseum, Saarlandmuseum, Saarbrücken
- 2013 360°: die Rückkehr der Sammlung, Kunstmuseum Stuttgart
- 2012 Sammeln für die Zukunft. Kunst von 1952 bis 2012, Staatliche Kunsthalle Karlsruhe
- 2012 30 Künstler/30 Räume, Kunsthalle Nürnberg, Neues Museum, Institut für Moderne Kunst und Kunstverein Nürnberg
- 2012 Hasenstall, Galerie Giti Nourbakhsch, Berlin
- 2011 Lumière noire. Neue Kunst aus Frankreich, Staatliche Kunsthalle Karlsruhe (mit Katalog)
- 2010 Larger than Life – Stranger than Fiction, 11. Triennale der Kleinplastik, Fellbach (mit Katalog)
- 2009 Opera Rock, Musée d´art contemporain de Bordeaux
- 2007 Räume für Kunst, Sammlung Grässlin, St. Georgen

## Schriften, Kataloge (Auswahl)
- 2020 Vincent Tavenne – R.U.N.D., Ed. Martin Schick, Essay Christel Fricke, Katalog der Galerie der Stadt Backnang, deutsch/englisch, 24 × 18 cm, 60 Seiten
- 2011 Lumière noire, Neue Kunst aus Frankreich, Ed. Alexander Eiling, Juliane Betz, deutsch/englisch, 28 × 21 cm, 232 Seiten, Verlag der Buchhandlung Walther König, Köln, Ausstellungskatalog der Staatlichen Kunsthalle, Karlsruhe
- 2010 Vincent Tavenne – POLARISE-TOI, Essay Kathrin Elvers-Svamberk, Ausstellungskatalog Saarlandmuseum, Saarbrücken, deutsch/english/français, 32 × 22,5 cm, Hatje Cantz Verlag, Ostfildern
- 2010 Larger than Life – Stranger than Fiction, Ed. Ulrike Gross/Kulturamt der Stadt Fellbach, Essay Nina Gülicher, deutsch/englisch 28 × 21 cm, 352 Seiten, Snoeck Verlagsgesellschaft, Köln, Ausstellungskatalog der 11. Triennale Kleinplastik Fellbach
- 2008 Vincent Tavenne – SENDER ÄTHER EMPFÄNGER, Ed. Thomas Grässlin, Nanette Hagstotz, Helmut A. Müller, Gregor Scholz, Stephanie Benzing, Essays Hans-Jürgen Hafner, Xavier Zuber, deutsch/English, 32 × 22,5 cm, 79 Seiten, Ausstellungskatalog RÄUME FÜR KUNST/Hospitalhof Stuttgart
- 2006 Sammlung Grässlin – RÄUME FÜR KUNST, Essay Veit Loers, 32 × 22,5 cm, 52 Seiten, Ausstellungskatalog Sammlung Grässlin, St. Georgen
- 2006 Abstract Art Now – Strictly Geometrical?, Ed. Lida von Mengden, Theresia Kiefer, 25,4 × 20 cm, 119 Seiten, Kerber Verlag Bielefeld, Ausstellungskatalog Wilhelm-Hack-Museum, Ludwigshafen
- 2003 Actionbutton – Neuerwerbungen zur Sammlung zeitgenössischer Kunst der Bundesrepublik Deutschland 2000 – 2002, 27,9 × 24,4 cm, 119 Seiten, Kunst- und Ausstellungshalle der Bundesrepublik Deutschland, Bonn, Ausstellungskatalog Hamburger Bahnhof Museum für Gegenwart, Berlin
- 2001 Vincent Tavenne – Hundert Fragen und keine Antwort, Ed. Karola Grässlin, deutsch/english/français, 27 × 21 cm, 48 Seiten, Verlag der Buchhandlung Walther König, Köln, Ausstellungskatalog Kunstverein Braunschweig

| Personendaten    | Personendaten                        |
| ---------------- | ------------------------------------ |
| NAME             | Tavenne, Vincent                     |
| KURZBESCHREIBUNG | französischer Künstler und Bildhauer |
| GEBURTSDATUM     | 1961                                 |
| GEBURTSORT       | Montbéliard                          |